# ヴェッツァ・ドーリオ
ヴェッツァ・ドーリオ（伊: Vezza d'Oglio）は、イタリア共和国ロンバルディア州ブレシア県にある、人口約1,500人の基礎自治体（コムーネ）。

## 地理

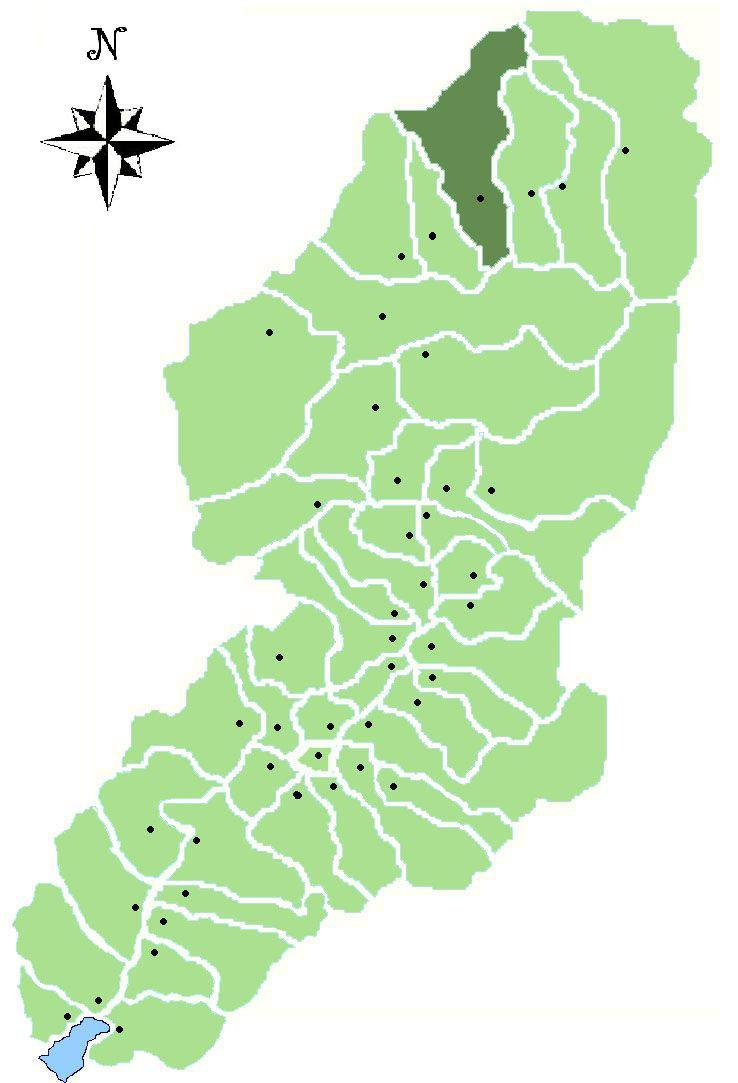
ヴァル・カモニカにおけるコムーネの領域

### 位置・広がり
ブレシア県北部、ヴァルカモニカのコムーネ。県都ブレシアから北へ79km、州都ミラノから北東へ127kmの距離にある。

#### 隣接コムーネ
隣接するコムーネは以下の通り。括弧内のSOはソンドリオ県所属を示す。
| - エードロ - グロージオ (SO) - インクーディネ - モンノ - ポンテ・ディ・レーニョ - ソンダロ (SO) - テム - ヴィオーネ |

### 気候分類・地震分類
気候分類では、zona F, 3754 GGに分類される。
また、イタリアの地震リスク階級 (it) では、zona 3 (sismicità bassa) に分類される
。

## 行政

### 分離集落
ヴェッツァ・ドーリオには、以下の分離集落（フラツィオーネ）がある。
- Davena, Grano, Tu

### 山岳部共同体
広域行政組織である山岳部共同体「ヴァッレ・カモニカ山岳部共同体」 (it:Comunità montana di Valle Camonica) （事務所所在地: ブレーノ）を構成するコムーネである。